# Eiksundtunnelen
Eiksundtunnelen er en tunnel som forbinder Hareidlandet med fastlandet i Møre og Romsdal. Tunnelen går under Yksnøya og Eiksundet mellem øen Eika i Ulstein og Sørheim på Berkneshalvøen i Ørsta kommune. Tunnelen er 7765 meter lang.
Eiksundtunnelen er en del af Eiksundsambandet, som giver kommunerne Hareid, Ulstein, Sande og Herøy fastlandsforbindelse. Med en dybde på 287 meter var Eiksundtunnelen verdens dybeste vejtunnel indtil Ryfylketunnelen åbnede den 30. december 2019. Arbejdet med Eiksundtunnelen begyndte i sommeren 2004. Eiksundsambandet åbnede 23. februar 2008, og er en del af riksvei 653.
Største stigning i tunnelen er 9,6 % op mod Eika. Stigningen op mod Berkneshalvøen er 7,6 %.